# Gwinner
Gwinner és una població dels Estats Units a l'estat de Dakota del Nord. Segons el cens del 2000 tenia 717 habitants.

## Demografia
Segons el cens del 2000, Gwinner tenia 717 habitants, 298 habitatges, i 202 famílies. La densitat de població era de 216,3 hab./km².
Dels 298 habitatges en un 31,9% hi vivien nens de menys de 18 anys, en un 57,7% hi vivien parelles casades, en un 4,7% dones solteres, i en un 32,2% no eren unitats familiars. En el 26,8% dels habitatges hi vivien persones soles el 9,1% de les quals corresponia a persones de 65 anys o més que vivien soles. El nombre mitjà de persones vivint en cada habitatge era de 2,41 i el nombre mitjà de persones que vivien en cada família era de 2,94.
Per edats la població es repartia de la següent manera: un 26,9% tenia menys de 18 anys, un 7,7% entre 18 i 24, un 30,5% entre 25 i 44, un 23,2% de 45 a 60 i un 11,7% 65 anys o més.
L'edat mediana era de 35 anys. Per cada 100 dones de 18 o més anys hi havia 106,3 homes.
La renda mediana per habitatge era de 44.000 $ i la renda mediana per família de 48.250 $. Els homes tenien una renda mediana de 39.150 $ mentre que les dones 20.417 $. La renda per capita de la població era de 18.272 $. Entorn del 8,2% de les famílies i el 9,8% de la població estaven per davall del llindar de pobresa.

## Poblacions més properes
El següent diagrama mostra les poblacions més properes.